# Blaine Saunders
Blaine Saunders est une actrice américaine née le 25 juin 1993 en Oklahoma, ayant commencé en 2004. Elle est surtout connue pour être apparue dans la série True Blood. Elle est surtout apparue dans des séries TV.

## Filmographie
- 2004 : Repressing Tansy
- 2005 : Medium : Diedre
- 2006 : Janie (court métrage) : Janie
- 2007 : Vol 732 : Terreur en plein ciel (Final Approach) (TV) : Jilly Gilford
- 2009 : The Middle : Carly dans les épisodes 12 15 18 et 24
- 2010 : True Blood : Becky dans l'épisode 12
- 2011 : True Blood : Becky dans les épisodes 1 2 3 4 et 5